# Stjärnsporig fingersvamp
Stjärnsporig fingersvamp (Clavaria acuta) är en svampart som beskrevs av Sowerby 1803. Clavaria acuta ingår i släktet Clavaria och familjen fingersvampar.   Inga underarter finns listade i Catalogue of Life.
I den svenska databasen Dyntaxa används istället namnet Clavaria asterospora för samma taxon.  Arten är reproducerande i Sverige.